# Bronisław Komorowski (duchowny)
Bronisław Komorowski (ur. 25 maja 1889 w Barłożnie, zm. 22 marca 1940 w Stutthofie) – błogosławiony Kościoła katolickiego, polski duchowny katolicki, działacz i polityk polskiego ruchu narodowego w Gdańsku.

## Życiorys

### Młodość
Bronisław Komorowski urodził się w rodzinie gospodarzy w Barłożnie koło Skórcza w powiecie Starogard Gdański. Jego rodzicami byli Jan Komorowski (1840-1892) oraz Katarzyna z domu Gencza (Gęcza) (1859-1925). Jan Komorowski, będąc wdowcem z siedmiorgiem dzieci po Joannie Dłużewskiej, w 1888 r. zawarł związek małżeński z Katarzyną, wdową z jednym dzieckiem po Józefie Wojciechowskim. Z małżeństwa Jana i Katarzyny przyszło na świat troje dzieci, Bronisław, Wacław (1890-1891) i Anna (1892-?). Po tragicznej śmierci Jana Komorowskiego w 1892 r. Katarzyna wyszła po raz trzeci za mąż za zamożnego gospodarza Jana Fankidejskiego (1866-1934), od 1924 r. sołtysa Barłożna. Katarzyna i Jan Fankidejscy mieli troje własnych dzieci, z których przeżył tylko najmłodszy syn. Bronisław Komorowski wychowywał się u Fankidejskich w Barłożnie. Wzorcami do naśladowania byli dwaj bliscy krewni ojczyma, patriotyczni księża Jakub Fankidejski (1844-1883), znany historyk Pomorza i pedagog Collegium Marianum w Pelplinie, oraz Feliks Bolt (1864-1940), bojownik o polskość Pomorza za zaborów, później senator II Rzeczypospolitej.
Bronisław w latach szkolnych był członkiem kółka filaretów. Uczęszczał do progimnazjum Collegium Marianum w Pelplinie. Po ukończeniu w 1910 gimnazjum w Chełmnie wstąpił do seminarium duchownego w Pelplinie (dziś zwane Wyższe Seminarium Duchowne w Pelplinie). Święcenia kapłańskie otrzymał w kwietniu 1914 i zaraz po nich został skierowany jako wikariusz do parafii św. Mikołaja w Łęgowie k. Pruszcza Gdańskiego.

### Działalność patriotyczna

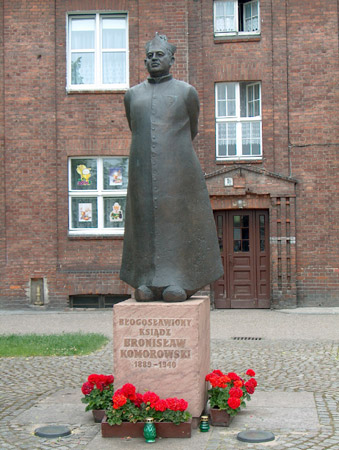
Pomnik bł. Bronisława na placu jego imienia we Wrzeszczu

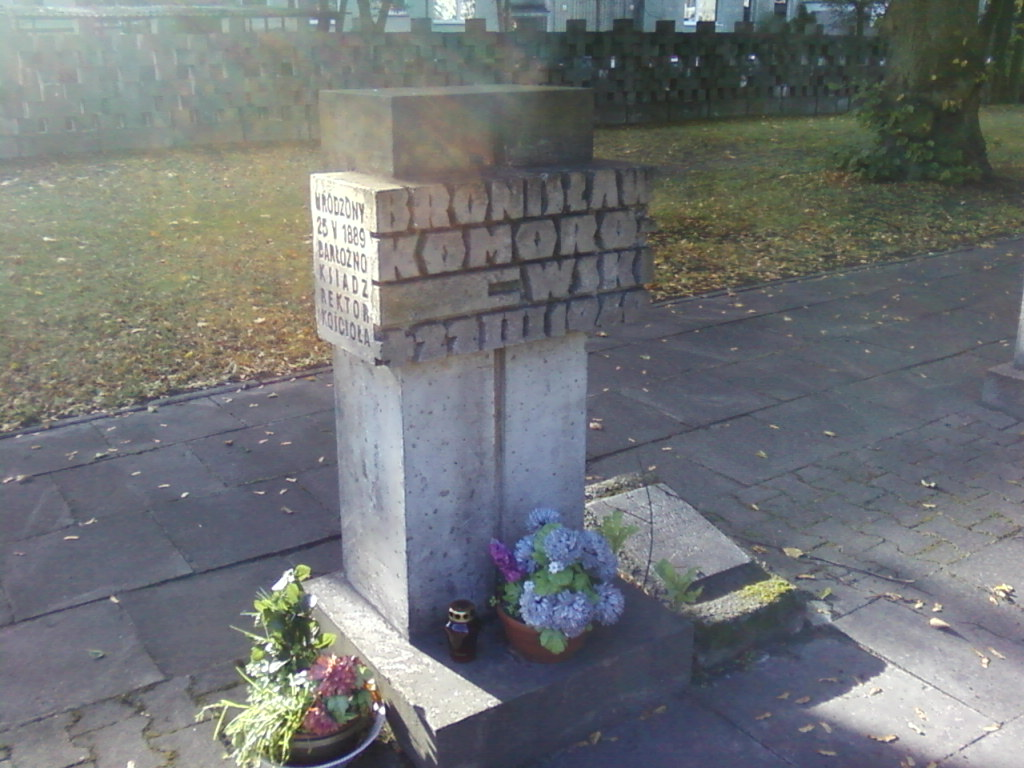
Nagrobek Bronisława Komorowskiego

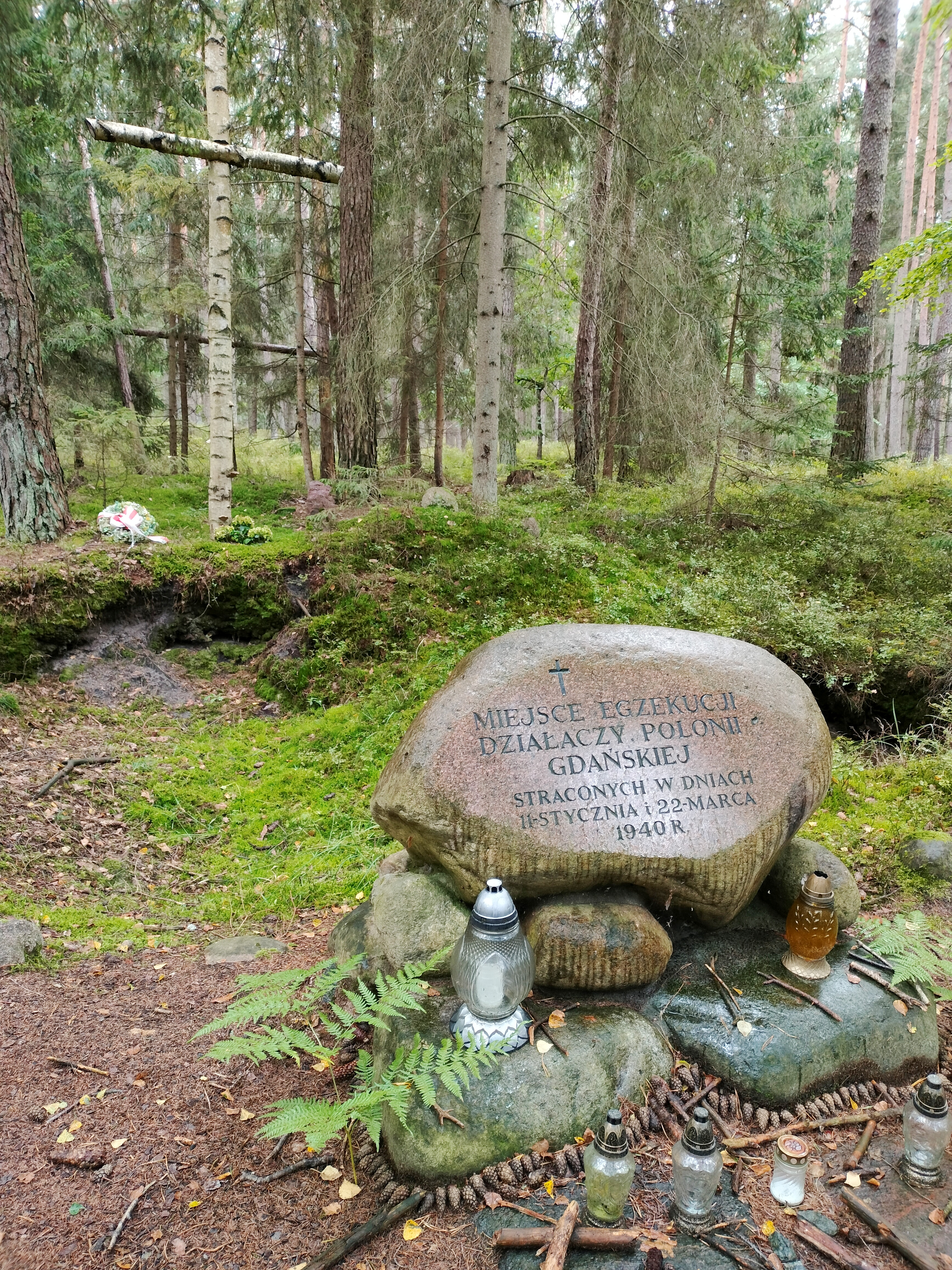
Sztutowo, miejsce egzekucji ks. Bronisława Komorowskiego

W maju 1915 z Łęgowa został przeniesiony do Gdańska, do parafii św. Mikołaja. Młody wikary, oprócz działalności kościelnej, rozwinął i prowadził działalność społeczno-polityczną wśród ludności polskiej. Dzieci podczas katechez uczyły się od niego historii Polski oraz języka polskiego. Od 1919 ks. Bronisław Komorowski wygłaszając kazania podczas mszy, prowadził je w języku polskim.
W 1923 wraz z grupą działaczy polskich założył Towarzystwo Budowy Kościołów Polskich mające być przeciwwagą dla miejscowych kościołów katolickich obsadzonych przez duchowieństwo niemieckie. Działania ks. Bronisława Komorowskiego i jego Towarzystwa doprowadziły do przyznania w 1924 byłej ujeżdżalni wojskowej we Wrzeszczu, którą przebudowano na kościół św. Stanisława Biskupa. Kościół, konsekrowany w maju 1925, stał się jednym z centrów polskości w Wolnym Mieście Gdańsku i centralnym obiektem tzw. Polenhof – osiedla zamieszkanego w większości przez Polaków. Organizowane były w nim liczne uroczystości i obchody świąt narodowych.
W latach 1933–1934 ks. Bronisław Komorowski był gdańskim radnym – jedynym w 54-osobowej Radzie Miasta przedstawicielem Polaków i polskości. Kandydował również w wyborach w 1933 do sejmu gdańskiego – Volkstagu, lecz nie został wybrany; przez kilka tygodni w 1935 zasiadał w Volkstagu na miejsce Erazma Czarneckiego, który wyjechał z Gdańska; ponownie startował w wyborach 7 kwietnia 1935, ale i tym razem nie został wybrany.
Był członkiem Gminy Polskiej i przez krótki okres był jej wiceprezesem. Wystąpił z tej organizacji na skutek wewnętrznych sporów, lecz nadal działał, doprowadzając do zjednoczenia rywalizujących ze sobą organizacji. M.in. na skutek jego starań powstała Gmina Polska Związek Polaków.
Ks. Bronisław Komorowski wraz z ks. Franciszkiem Rogaczewskim rozpoczęli działania mające na celu powstanie parafii personalnych. Polegać to miało na tym, że parafianie uczestniczący w mszach w kościołach polskich nadal należeliby do parafii niemieckich. Pius XI wyraził swą zgodę na powstanie dwóch parafii personalnych.
10 października 1937 biskup gdański Edward O’Rourke powołał ks. Bronisława Komorowskiego na proboszcza parafii personalnej. Na skutek nacisków narodowych socjalistów trzy dni później zarządzenie biskupa gdańskiego zostało unieważnione przez władze Wolnego Miasta Gdańska. Było to przyczyną ustąpienia biskupa O’Rourke z funkcji biskupa gdańskiego. Nowy biskup, uległy w stosunku do władz nazistowskich sopocianin Karol Maria Splett, nie pozwolił na utworzenie polskich parafii personalnych.
Ks. Bronisław Komorowski, jako pierwszy duszpasterz polskich studentów Politechniki Gdańskiej, niejednokrotnie odważnie stawał w obronie prześladowanych młodych Polaków studiujących w Gdańsku. W 25. rocznicę jego pracy kapłańskiej odbyła się 2 kwietnia 1939 roku w kościele świętego Stanisława wielka manifestacja patriotyczna, m.in. z udziałem komisarza generalnego Rzeczypospolitej Polskiej Mariana Chodackiego.

### Śmierć
1 września 1939 został aresztowany, pobity i uwięziony w Gdańsku w Victoriaschule; wkrótce Niemcy osadzili go w obozie koncentracyjnym w Stutthofie. Został zamordowany wraz z kilkudziesięcioma działaczami polskimi w Wielki Piątek 22 marca 1940 w lasach koło obozu; po wojnie zwłoki wszystkich ekshumowano i złożono na cmentarzu w Gdańsku-Zaspie.

## Beatyfikacja
W 1999 ks. Bronisław Komorowski znalazł się w gronie 108 polskich męczenników II wojny światowej, których Jan Paweł II ogłosił błogosławionymi. Ich wspomnienie liturgiczne w polskim Kościele katolickim obchodzone jest 12 czerwca.
Imię bł. Bronisława Komorowskiego nosi m.in. Szkoła Podstawowa nr 49 w Gdańsku oraz plac w Gdańsku-Wrzeszczu, w pobliżu którego znajduje się kościół św. Stanisława. Jego pamięci dedykowany jest jeden z dzwonów carillonu kościoła św. Katarzyny w Gdańsku (dis2) oraz d2 carillonu Ratusza Głównego Miasta w Gdańsku.